# ウォーロード

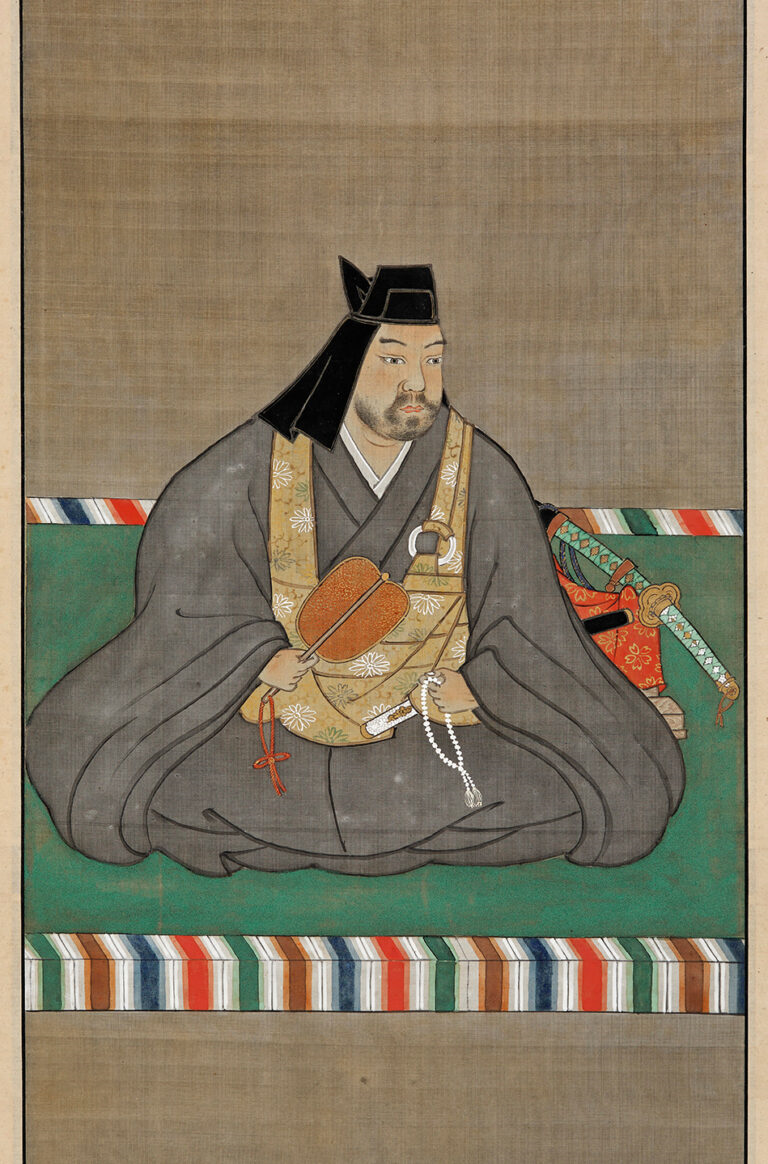
日本の代表的な戦国大名の一人、上杉謙信

ウォーロード（英:Warlord）とは、将軍、司令官、軍閥の長などを意味する。ある地域を中央の権威抜きで民事・軍事ともに支配した指導者のことである。各国の内乱期の施政者などが代表例で、日本においては戦国大名などがウォーロードの代表例にあたる。また、僭主と呼ばれることもある。

## 歴史的起源と語源
英語のwarlordという単語が最初に登場したのは1856年である。アメリカの哲学者にして詩人のラルフ・ワルド・エマーソンによるイングランド貴族制に対する評論の中においてであった。
```
"Piracy and war gave place to trade, politics and letters; the 
war-lord
 to the law-lord; the privilege was kept, whilst the means of obtaining it were changed."
[
2
]
（海賊行為と戦争は、通商と政治と著述にその地位を譲った。戦の主から法の主へ。特権は維持されたが、それを獲得する方法が変わったのだ。）
```

非英語圏においてwarlordという単語が用いられたのは1861年のドイツであり、訳語の「Kriegsherr」として用いられた。これは、戴冠後の初代ドイツ皇帝ヴィルヘルム1世を指すものであった。20世紀初期には、この語は中国語で「軍閥」として採用され、1911年の武昌起義および辛亥革命後の状況を説明するのに用いられた。当時、地方指導者らは、その私兵を用い、国を賭けて争い、また、領域支配を巡って競争し、軍閥時代と呼ばれる一時代をもたらしたのである。「軍閥」という語は、遡及的に、中国史を通じて、暴力の行使または暴力による威嚇によって政治的支配領域を拡大した、地方の私兵組織の指導者（諸国を指導し統一するために決起した者を含む。）を指して用いられるようになった。
また、warlordismという語も1920年代の中国動乱期を説明するのに作られた用語で、日本の戦国時代を始め、ソマリア内戦などの説明に使用されるようになった。

## 近年の使用について
中央集権国家で権力維持に失敗した失敗国家、内戦中の国で頻繁に使われている用語である。近年の使用例では、ソマリア内戦、アフガニスタン、チェチェン共和国、イラクなどを説明するのに使われた。

## フィクションにおける例
エドガー・ライス・バローズの火星シリーズの第3巻『火星の大元帥カーター』の原題は『The Warlord of Mars』で、ラストで主人公のカーター（この時点でヘリウム国の君主の娘の婿）がこれまでの功績と一度踏み込んだら戻ってはいけない地から戻ってきた罪状より、現在の地位が剥奪され、代わりに火星各国の君主達より上位（実質格上げ）の「Warlord」という称号が与えられる。
この「Warlord」の翻訳について創元版の厚木淳による解説では、辞書にあるような軍閥の将軍などではイメージが異なるうえ、劇中描写では火星諸国の君主達よりウォーロードの方が上位という描写なので、戦前の日本で天皇が陸海軍の統帥権を持つ際に使用した「大元帥」を便宜上あてはめたとしている。